# Varselpinne

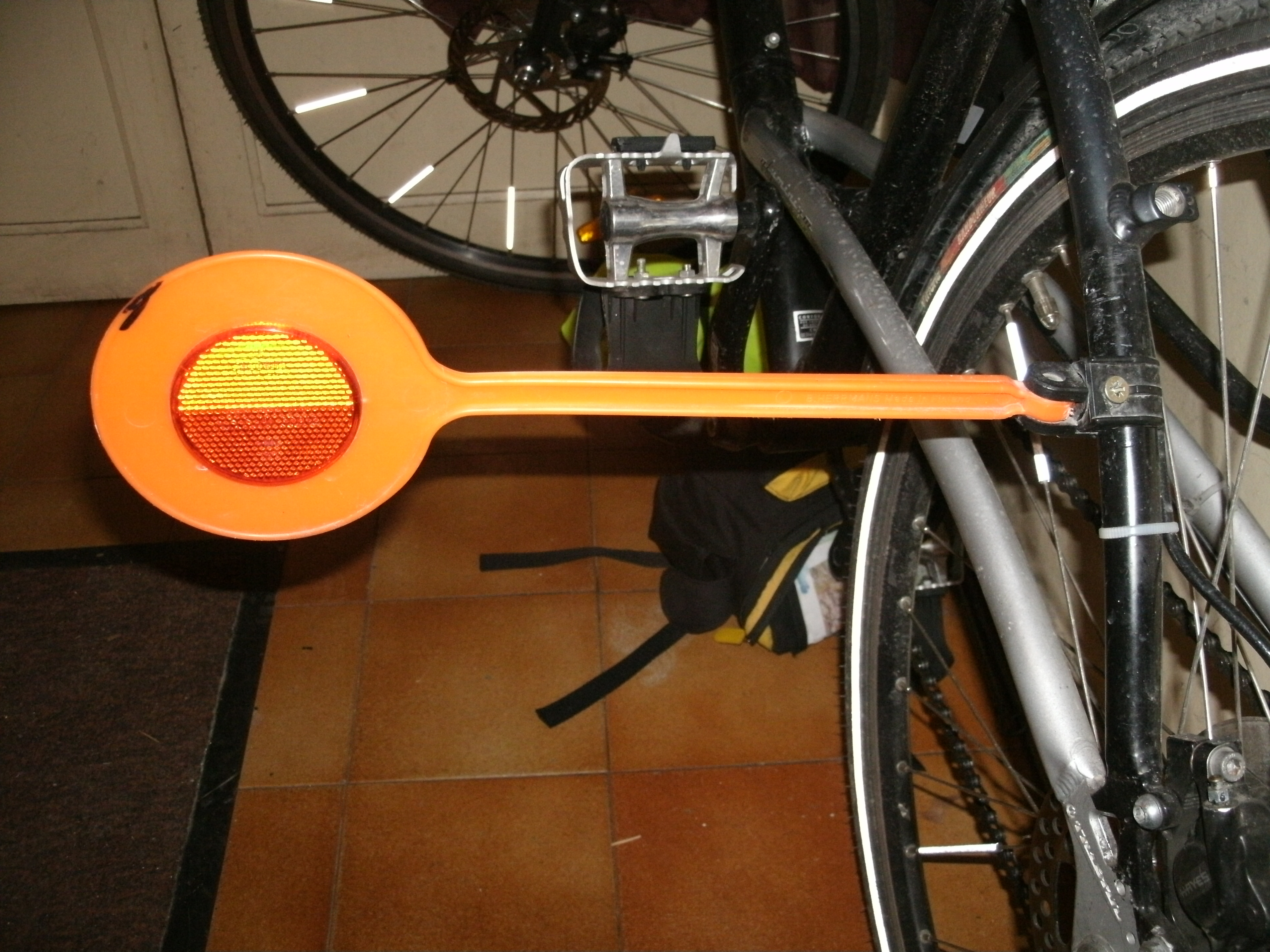
Stingpinne med reflex

Varselpinne (också kallad stingpinne och ursprungligen avvisarpinne) är ett tillbehör för cyklar med syfte att öka säkerheten för cyklisten genom att tydligt varsla omkörande fordon om cykelns position och bredd. Den består av en reflexförsedd stav som monteras på cykelns pakethållare eller sadelstolpe så att den pekar ungefär tre decimeter rakt ut till vänster. Med hjälp av en fjäderkonstruktion kan varselpinnen vinklas rakt bakåt då den inte används.
Stingpinnen uppfanns och konstruerades av Frank Johansson och Görgen Svensson i Gnosjö.[källa behövs] Det var i samband med införandet av högertrafik 1967 som behovet av en produkt som höll avståndet mellan cykel och bil kom. Den kom att marknadsföras av journalisten Gösta Ollén i tidningen Expressen, under namnet "stingpinne". Namnet anspelade på tidningens dåvarande slogan ("Den har sting!"), och på att den varselpinne som kunde beställas via Expressen hade tidningens välkända geting-figur avbildad på en röd flagga på stavens spets. Ordet finns enligt NE.se i svensk skrift sedan 1966.
Varselpinnarna ses oftast på cyklar tillverkade mellan 1960- och 1980-talet.
Det antyds ibland att stingpinnar med till exempel en vass metalldel längst ut också förekommit: "En litet styvare anordning med en för lackeringen mindre ofarlig kontaktyta vore att föredra" skriver Eric Sandström i boken "Att cykla är nödvändigt" (se källor nedan).